# Beatrice di Borbone
Beatrice di Borbone (1320 – Damvillers, 25 dicembre 1383) fu Regina consorte di Boemia e Contessa consorte di Lussemburgo, dal 1335 al 1346 e signora di Grancey, dal 1347 alla sua morte.

## Origine
Beatrice, sia secondo la Histoire du Bourbonnais et des Bourbons qui l'ont possédé, Volume 1, che secondo la Histoire généalogique et chronologique de la maison royale de France era figlia del Signore e poi primo duca di Borbone, conte di Clermont e conte di La Marche, Luigi I e della moglie, Maria di Avesnes, che, secondo il capitolo nº 78a della Chronologia Johannes de Beke era figlia del Conte di Hainaut e conte d'Olanda e di Zelanda Giovanni e della moglie, Filippa di Lussemburgo (1252-6 aprile 1311), che sempre secondo la Chronologia Johannes de Beke, era figlia di Enrico V di Lussemburgo e Marguerite di Bar (1220-1275).
Luigi I di Borbone, sia secondo la Histoire du Bourbonnais et des Bourbons qui l'ont possédé, Volume 1, che secondo la Histoire généalogique et chronologique de la maison royale de France era il figlio primogenito del di Roberto, conte di Clermont, e della contessa di Charolais ed erede della Signoria di Borbone, Beatrice, che, secondo la Histoire généalogique des ducs de Bourgogne de la maison de France, era l'unica figlia del conte di Charolais, Giovanni di Borgogna e della dama di Borbone, Agnese.

## Biografia
Non molto tempo dopo la sua nascita, nel 1321 a Parigi, Beatrice fu fidanzata al ventunenne Filippo, despota di Romania, figlio maschio secondogenito di Filippo I d'Angiò, principe di Taranto, despota dell'Epiro, principe d'Acaia ed imperatore titolare di Costantinopoli; il matrimonio non fu mai celebrato, nel 1329 Filippo sposò Violante d'Aragona (1310-1353).

## Matrimoni

### Primo Matrimonio
Il 28 settembre 1330, la regina Elisabetta di Boemia, moglie del re Giovanni I di Boemia, morì. Nonostante il fatto che Giovanni ed Elisabetta si erano allontanati durante gli ultimi anni del loro matrimonio, il re rimase vedovo per i successivi quattro anni. Il re francese Filippo VI di Francia voleva legare Giovanni più strettamente alla Francia e suggerì al re boemo un secondo matrimonio. La candidata era Beatrice, la figlia più giovane del duca di Borbone.
Il matrimonio tra Giovanni e Beatrice si celebrò a Vincennes nel dicembre 1334. Ma poiché i due erano imparentati, papa Benedetto XII dovette concedere una dispensa per il matrimonio, che fu concesso ad Avignone il 9 gennaio 1335 su richiesta di Filippo VI.
Il contratto di matrimonio prevedeva che se fosse nato un figlio dal matrimonio, la contea di Lussemburgo (eredità paterna di re Giovanni), così come le terre ad essa annesse, sarebbero andate al figlio di Giovanni e Beatrice. I figli del primo matrimonio di re Giovanni non furono informati del contenuto del contratto di matrimonio, ma entrambi furono costretti ad accettarlo insieme ai cavalieri e ai cittadini lussemburghesi nell'agosto 1335.

#### Vita in Boemia
Beatrice arrivò in Boemia il 2 gennaio 1336. Alla corte boema, Beatrice si prese cura della moglie del suo figliastro, Bianca di Valois. Entrambe potevano facilmente comunicare in francese. La regina si sentì presto a disagio a Praga, dove fu sempre paragonata sfavorevolmente alla Margravia di Moravia (titolo di Bianca come moglie dell'erede boemo). Inoltre, il popolo ceco era offeso dalla sua freddezza, insolenza e avversione nell'apprendimento della loro lingua.
Dopo la nascita del suo unico figlio, la relazione tra Beatrice e i suoi nuovi sudditi rimase estranea: l'incoronazione come Regina di Boemia nella Cattedrale di San Vito tre mesi dopo, il 18 maggio, fu un evento di indifferenza da parte dei cittadini di Praga.
Poco dopo la sua incoronazione, nel giugno 1337, Beatrice lasciò la Boemia lasciando indietro suo figlio e andò a vivere nel Lussemburgo, visitando raramente il Regno di Boemia.

### Secondo Matrimonio
Il 26 agosto 1346 suo marito Giovanni morì nella battaglia di Crécy. Il nuovo re Carlo rispettò le disposizioni del padre e concesse alla matrigna le terre in Hennegau, le città di Arlon, Marville e Damvillers, dove Beatrice stabilì la sua residenza. Queste entrate sono state utilizzate non solo per le proprie esigenze, ma anche per l'educazione di suo figlio. Il re Carlo le lasciò anche tutti i beni mobili e le entrate dalle miniere di Kutná Hora. Inoltre, quando suo padre morì nel 1342, ricevette la somma di 1.000 livre, che fu assicurata dalla città di Creil.
Intorno 1347, a Damvillers, in Lorenasposò, in seconde nozze, Oddone VI, Signore di Grancey. Nonostante il suo nuovo matrimonio, conservò il titolo di regina di Boemia; nel documento nº 3969 dei Titres de la maison ducale de Bourbon, datato 1394, sua sorella Giovanna di Borbone cita Beatrice come regina di Boemia (sa sœur Béatrix de Bourbon jadis reine de Bohême).
In quel periodo organizzò anche il fidanzamento di suo figlio Venceslao, di circa dieci anni, con Giovanna di Brabante, venticinquenne figlia ed erede del duca Giovanni III di Brabante e vedova di Guglielmo II di Hainaut. Il matrimonio ebbe luogo a Damvillers quattro anni più tardi, il 17 maggio 1351.
Nonostante tutte le concessioni di terreni e denaro concesse a Beatrice, il re di Boemia ritardò l'investitura del suo giovane fratellastro, Veceslao, come conte di Lussemburgo. In effetti, mantenne il titolo fino al 1353, quando Veceslao ottenne finalmente la sovranità sulla Contea. Un anno dopo (13 marzo 1354) la contea fu elevata al rango di ducato.
Nel 1374, il re di Francia, Carlo V, con lettera del 7 agosto, fece dono a Beatrice ed al marito, Oddone, la città ed il castello di Bar-sur-Aube.

### Morte
Beatrice morì il giorno di Natale, il 25 dicembre 1383, dopo essere sopravvissuta a suo figlio (solo per sedici giorni) e a tutti i suoi figliastri. Fu sepolta nella chiesa ora demolita dei Giacobini (Couvent des Jacobins (rue Saint-Jacques)) a Parigi - la sua effigie è ora nella Basilica di Saint-Denis. Il suo secondo marito le sopravvisse di sei anni.

## Figli
Beatrice al suo primo marito, Giovanni, diede un solo figlio:
- Venceslao (Praga, 25 febbraio 1337-Lussemburgo, 7 dicembre 1383), divenuto poi duca di Lussemburgo, che morì senza discendenza[2].

Beatrice al suo secondo marito non diede figli.

## Ascendenza
|                              |                      |                              | Genitori                           |  |  | Nonni |  |  | Bisnonni            |  |  | Trisnonni             |  |
|                              |                      |                              |                                    |  |  |       |  |  | Luigi IX di Francia |  |  | Luigi VIII di Francia |  |
|                              |                      |                              |                                    |  |  |       |  |  | Luigi IX di Francia |  |  | Luigi VIII di Francia |  |
|                              |                      | Bianca di Castiglia          |                                    |  |  |       |  |  | Luigi IX di Francia |  |  |                       |  |
| Roberto di Clermont          |                      |                              |                                    |  |  |       |  |  | Luigi IX di Francia |  |  |                       |  |
|                              |                      | Margherita di Provenza       | Raimondo Berengario IV di Provenza |  |  |       |  |  |                     |  |  |                       |  |
|                              |                      | Margherita di Provenza       | Raimondo Berengario IV di Provenza |  |  |       |  |  |                     |  |  |                       |  |
|                              |                      | Margherita di Provenza       | Beatrice di Savoia                 |  |  |       |  |  |                     |  |  |                       |  |
| Luigi I di Borbone           |                      | Margherita di Provenza       |                                    |  |  |       |  |  |                     |  |  |                       |  |
|                              |                      | Giovanni di Borgogna-Borbone | Ugo IV di Borgogna                 |  |  |       |  |  |                     |  |  |                       |  |
|                              |                      | Giovanni di Borgogna-Borbone | Ugo IV di Borgogna                 |  |  |       |  |  |                     |  |  |                       |  |
|                              |                      | Giovanni di Borgogna-Borbone | Yolanda di Dreux                   |  |  |       |  |  |                     |  |  |                       |  |
| Beatrice di Borgogna-Borbone |                      | Giovanni di Borgogna-Borbone |                                    |  |  |       |  |  |                     |  |  |                       |  |
|                              |                      | Agnese di Borbone-Dampierre  | Arcimbaldo IX di Borbone           |  |  |       |  |  |                     |  |  |                       |  |
|                              |                      | Agnese di Borbone-Dampierre  | Arcimbaldo IX di Borbone           |  |  |       |  |  |                     |  |  |                       |  |
|                              |                      | Agnese di Borbone-Dampierre  | Iolanda di Châtillon-Nevers        |  |  |       |  |  |                     |  |  |                       |  |
| Beatrice di Borbone          |                      | Agnese di Borbone-Dampierre  |                                    |  |  |       |  |  |                     |  |  |                       |  |
|                              | Giovanni I d'Avesnes | Burcardo d'Avesnes           |                                    |  |  |       |  |  |                     |  |  |                       |  |
|                              | Giovanni I d'Avesnes | Burcardo d'Avesnes           |                                    |  |  |       |  |  |                     |  |  |                       |  |
|                              | Giovanni I d'Avesnes | Margherita II delle Fiandre  |                                    |  |  |       |  |  |                     |  |  |                       |  |
| Giovanni I di Hainaut        | Giovanni I d'Avesnes |                              |                                    |  |  |       |  |  |                     |  |  |                       |  |
|                              |                      | Adelaide d'Olanda            | Fiorenzo IV d'Olanda               |  |  |       |  |  |                     |  |  |                       |  |
|                              |                      | Adelaide d'Olanda            | Fiorenzo IV d'Olanda               |  |  |       |  |  |                     |  |  |                       |  |
|                              |                      | Adelaide d'Olanda            | Matilde di Brabante                |  |  |       |  |  |                     |  |  |                       |  |
| Maria di Avesnes             |                      | Adelaide d'Olanda            |                                    |  |  |       |  |  |                     |  |  |                       |  |
|                              |                      | Enrico V di Lussemburgo      | Valerano III di Limburgo           |  |  |       |  |  |                     |  |  |                       |  |
|                              |                      | Enrico V di Lussemburgo      | Valerano III di Limburgo           |  |  |       |  |  |                     |  |  |                       |  |
|                              |                      | Enrico V di Lussemburgo      | Ermesinda di Lussemburgo           |  |  |       |  |  |                     |  |  |                       |  |
| Filippa di Lussemburgo       |                      | Enrico V di Lussemburgo      |                                    |  |  |       |  |  |                     |  |  |                       |  |
|                              |                      | Margherita di Bar            | Enrico II di Bar                   |  |  |       |  |  |                     |  |  |                       |  |
|                              |                      | Margherita di Bar            | Enrico II di Bar                   |  |  |       |  |  |                     |  |  |                       |  |
|                              |                      | Margherita di Bar            | Filippa di Dreux                   |  |  |       |  |  |                     |  |  |                       |  |
|                              |                      | Margherita di Bar            |                                    |  |  |       |  |  |                     |  |  |                       |  |

### Fonti primarie
- (LA)  Chronologia Johannes de Bek.
- (LA)  (FR)  Titres de la maison ducale de Bourbon, tome premier

### Letteratura storiografica
- (FR)  Histoire généalogique des ducs de Bourgogne de la maison de France.
- (FR)  Histoire généalogique et chronologique de la maison royale de France, Ducs de Bourbon.
- (FR)  #ES Histoire du Bourbonnais et des Bourbons qui l'ont possédé, Volume 1.
- Barbara Drake Boehm e Jiri Fajt (a cura di), Prague: The Crown of Bohemia, 1347-1437, Yale University Press, 2005.
- Kristina Killgrove, Historians Question Medieval C-Section 'Breakthrough,' Criticize New York Times Coverage, su forbes.com, Forbes, 13 dicembre 2016. URL consultato il 30 maggio 2017.